# Mucorales
Ordre
Familles de rang inférieur
- Backusellaceae
- Choanephoraceae
- Cunninghamellaceae
- Lentamyetaceae
- Lichtheimiaceae
- Mucoraceae
- Mycotyphaceae
- Phycomycetaceae
- Pilobolaceae
- Radiomycetaceae
- Rhizopodaceae
- Saksenaeaceae
- Syncephalastraceae
- Umbelopsidaceae

Les Mucorales sont une importante famille de Siphomycètes. Elles sont fréquentes dans les moisissures qui se développent sur les aliments, les fruits, les fumiers, les litières de feuilles mortes et tous milieux riches en substances nutritives.
Les Mucorales sont un ordre de champignons de la division des Mucoromycota. Ces champignons généralement saprotrophes étaient traditionnellement rattachés aux zygomycètes, une ancienne division considérée comme artificielle car polyphylétique. Ce sont des moisissures très courantes, qui peuvent dégrader les sucres, et pour certaines l'amidon, mais qui sont incapables de dégrader la cellulose.
Elles produisent des spores dans des sporanges formés à l'extrémité de sporangiophores simples ou ramifiés. Au stade téléomorphe elles forment des zygospores.
Leur culture est souvent très facile. Le Centraalbureau voor Schimmelcultures en a une collection de 135 espèces et 227 espèces ont été validement décrites.

## Caractères généraux

Premières étapes de la formation de zygospores

Leur mycélium est constitué d'hyphes siphonés ramifiés, hyalins et parfois cloisonnés au niveau de l'extrémité des sporangiophores ou pour séparer le mycélium actif des parties plus âgées. Chez certaines espèces le mycélium peut aussi se différencier en rhizoïdes pour ancrer le champignon à son support.

## Modes de reproduction

### Reproduction asexuée
Ce mode permet de facilement observer l’extension du mycélium et sa multiplication végétative très efficace au moyen de spores aériennes disséminées dans l’atmosphère par éclatement des sporocystes. C'est le mode de reproduction le plus fréquent. Les aplanospores haploïdes sont produites dans des sporanges. Le mycélium est également haploïde. La dimension et les ramifications des sporangiophores, des sporanges et des sporangiospores sont des caractères qui permettent de distinguer les espèces.

### Reproduction sexuée
La reproduction sexuée des Mucorales fait intervenir une cystogamie typique avec rapprochement de bourgeons latéraux qui entrent en contact et fusionnent. Elle intervient essentiellement lorsque les conditions de milieu deviennent difficiles. La plupart des espèces sont hétérothalliques d’autres sont homothalliques. La fusion des gamétocystes conduit à une copulation de nombreux noyaux (zygote coenocytique). Le zygote s’enkyste, il s’entoure d’une paroi épaisse et résistante et constitue une volumineuse zygospore. La forme des suspenseurs peut constituer un critère de détermination ainsi que l'aspect de la paroi, la taille et la couleur des zygospores. Un seul noyau persiste et il subit une réduction chromatique dès sa germination. Le cycle est donc haplophasique.

## Pathologie
En pathologie humaine, les Mucorales sont les principales zygomycètes qui sont à l'origine des mucormycoses (ou zygomycoses).